# Acropteris teriadata
Acropteris teriadata är en fjärilsart som beskrevs av Achille Guenée. Acropteris teriadata ingår i släktet Acropteris och familjen Uraniidae. Inga underarter finns listade i Catalogue of Life.